# Onur Karakabak
Onur Karakabak (* 8. April 1992 in Zonguldak) ist ein türkischer Fußballprofi, der bei Amed SK unter Vertrag steht.

## Karriere
Karakabak spielte zunächst bei Çaycumaspor und wechselte im Jahr 2006 zu Sakaryaspor. Im Januar 2009 unterschrieb er seinen Profivertrag bei Fenerbahçe Istanbul, spielte jedoch bis zum Mai 2009 bei seinem damaligen Verein Sakaryaspor in der Jugendliga (Deplasmanlı Süper Gençler Ligi). Sein erstes Spiel für Fenerbahçe Istanbul absolvierte er in einem Vorbereitungsspiel gegen den SSV Ulm 1846 im Juli 2009. Am 1. Februar 2010 unterzeichnete Karakabak einen bis Ende Mai 2011 befristeten Leihvertrag beim Zweitligisten Mersin İdmanyurdu. Bis zum Saisonende 2009/10 absolvierte der Angreifer zehn Ligaspiele für Mersin İdmanyurdu und konnte dabei keinen Treffer verbuchen.
Für die Saison 2012/13 wurde er an den Süper-Lig-Absteiger und neuen Zweitligisten Samsunspor ausgeliehen. Nach dem Saisonvorbereitungscamp wurde sein Vertrag auf Anweisung des Trainerstabes aufgelöst. Anschließend kehrte er zu Fenerbahçe zurück und spielte entweder für die Reservemannschaft des Klubs oder wurde an andere Vereine ausgeliehen. Seither spielt er durchgängig drittklassig.